# Dovrefjell-Sunndalsfjella Nemzeti Park

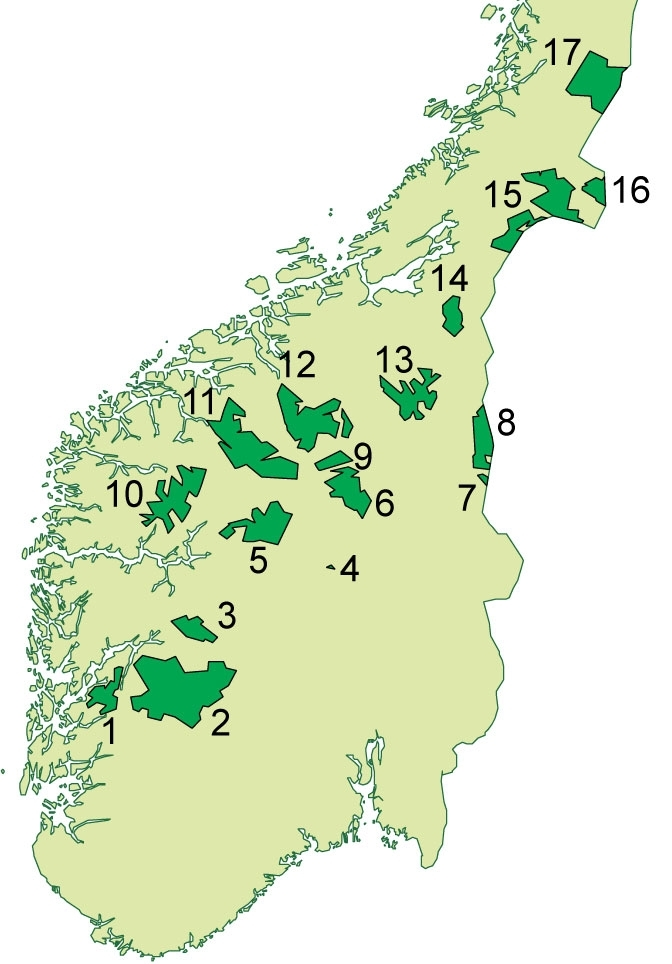
Dél-Norvégia nemzeti parkjai. A Dovrefjell-Sunndalsfjella a 12. számú

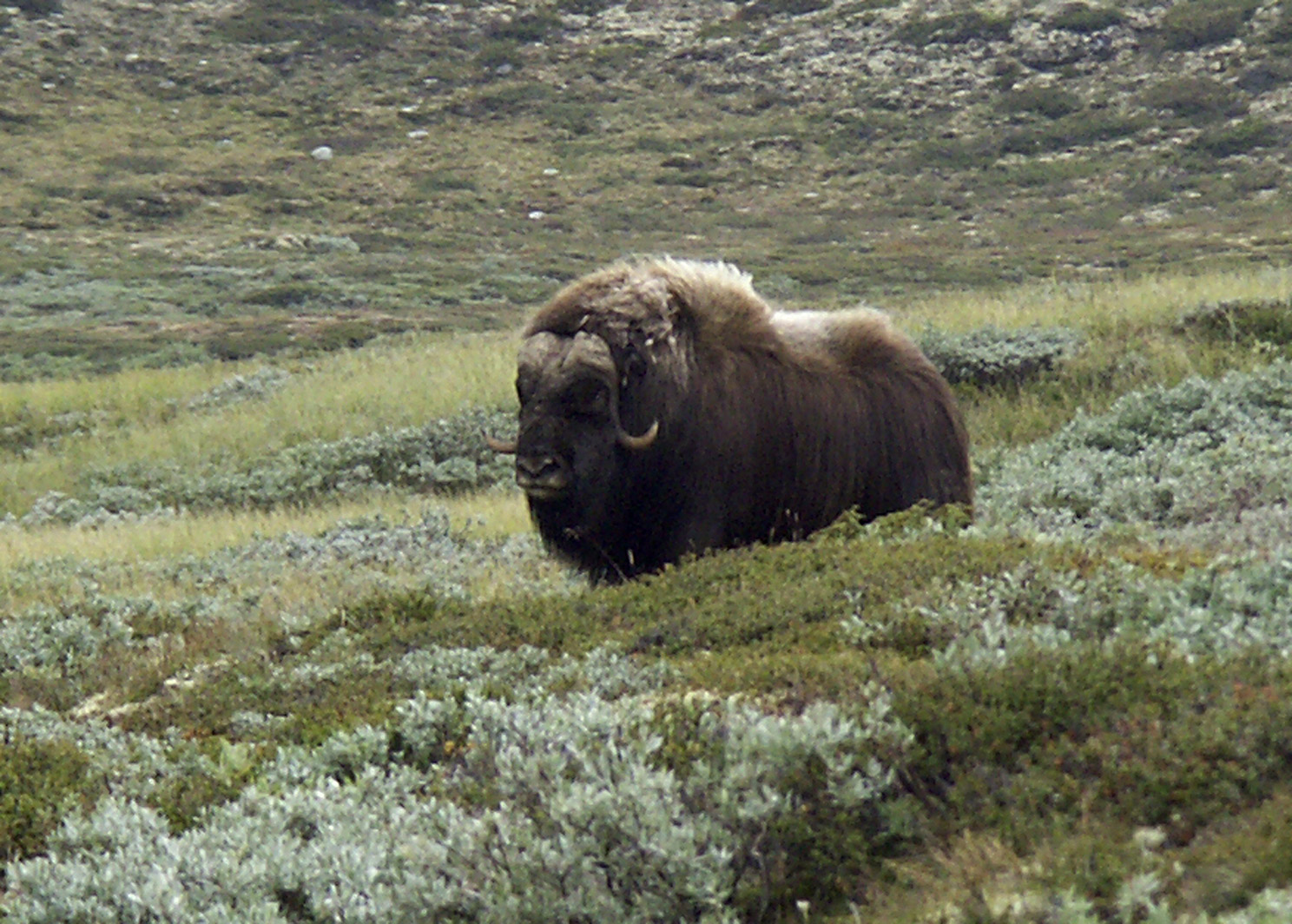
Keleti pézsmatulok a Dovrefjell hegyvidékén

A Dovrefjell-Sunndalsfjella Nemzeti Parkot Norvégiában, a Skandináv-hegységnek a Møre og Romsdal megye, Oppland megye, és Sør-Trøndelag megye találkozásánál emelkedő magashegyi fjell-vidékén hozták létre 2002-ben, 1.693 km² területen a korábbi, 1974-ben létrehozott Dovrefjell nemzeti park kibővítésével.

## Földrajza
A nemzeti park területén a fjellvidék több típusát figyelhetjük meg: nyugaton meredek formák és kopár talaj jellemzi, keleten a mészkőből álló hegyek jobban lekoptak  a jégkorszak során és termékenyebb talajt biztosítanak a növények számára. A nemzeti park legmagasabb csúcsa a 2286 méter magas Snøhetta.

## Növényzet és állatvilág
A park növényzetében több endemikus fajt is találunk, ezek egy része a nunatakokon átvészelte a jégkorszakot is, mint a sarki mák (Papaver radicatum) különböző változatai.
A park fő attrakciója a két világháború között betelepített keleti pézsmatulok állománya, bár ez nem szerepel a nemzeti park létrehozásának indokai között. Őshonos viszont a vad rénszarvas, a rozsomák. A sarki róka állománya 1990-ben kipusztult, de 2012-ben újratelepítették, egyelőre sikerrel. A ragadozó madarak közül jellemző a szirti sas és az északi sólyom.

## Kulturális örökség
A területen gazdag maradványait tárták fel az ősi rénszarvasvadászatnak. Megtalálták a nyomait mind az ásott, mind az épített csapdáknak, kerítéseknek.
Már a középkorban fontos útvonalak haladtak át ezen a hegyvidéken, úgynevezett „királyi utak” és a középkori Nidarosba, a mai Trondheimbe vezető egyik fontos zarándokútvonal is. I. Eystein norvég király már az 1120-as években szállásokat építtetett a királyi út mentén. Ezek, illetve utódaik egészen az 1900-as évekig állami tulajdonban voltak.

## Turizmus
A területen népszerű a gyalogtúrázás. A legkedveltebb úti cél a Snøhetta 2286 méteres csúcsa. A hegy lábánál önkiszolgáló menedékház található, amelynek kulcsát Kongsvollban lehet átvenni. A menedékházat két-három napos gyalogtúrával lehet elérni. A terület nyugati részén nagy szél és sok csapadék is nehezíti a túrázást.

## Fordítás
- Ez a szócikk részben vagy egészben a Dovrefjell-Sunndalsfjella nasjonalpark című norvég Wikipédia-szócikk ezen változatának fordításán alapul.  Az eredeti cikk szerkesztőit annak laptörténete sorolja fel. Ez a jelzés csupán a megfogalmazás eredetét és a szerzői jogokat jelzi, nem szolgál a cikkben szereplő információk forrásmegjelöléseként.